# Дуб зубчатый
Дуб зу́бчатый (лат. Quercus dentata; яп. カシワ; кит. 柞栎) — листопадное дерево, вид рода Дуб (Quercus) семейства Буковые (Fagaceae).

## Ботаническое описание

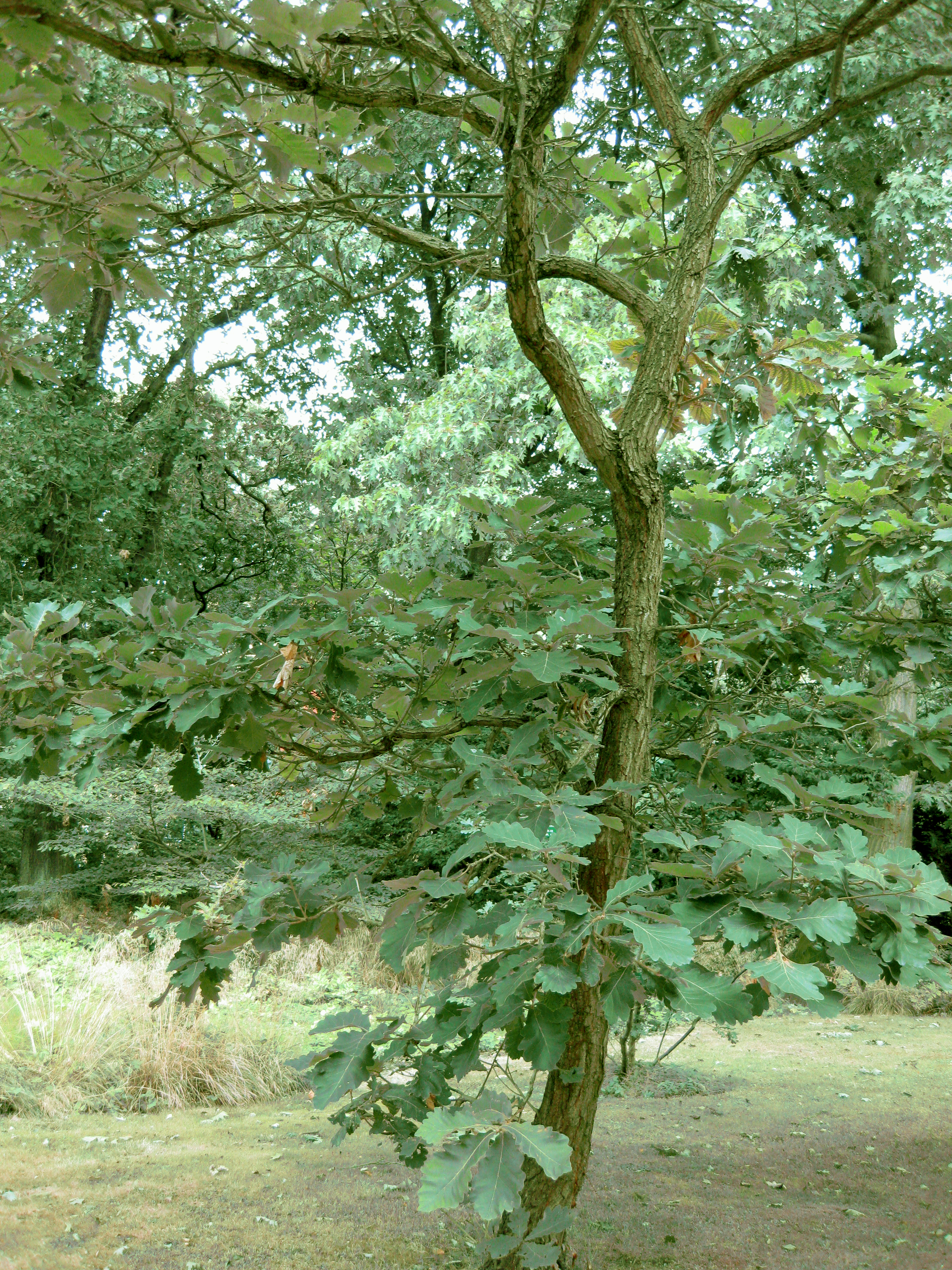
Общий вид дерева, Ботанический сад в Копенгагене

Листопадное дерево, достигающее в высоту 20—25 метров с толстой растрескивающейся корой и шатровидной кроной; ствол в диаметре достигает одного метра.
Почки до 1 см длиной, яйцевидные, густо опушённые. Побеги мохнатые от очень густого рыжеватого звездчатого опушения, вполне сходящего только ко второму году; годичные и трёхгодичные веточки серые.
Черешки короткие, 0,5 см длиной. Листья плотные, обратнояйцевидные, у основания суженные и слегка выемчатые, с небольшими, часто неясно выраженными ушками, с широкой, короткой конечной лопастью, по бокам с каждой стороны с 8—13 короткими и широкими лопастями, разделёнными неглубокими выемками, сверху тёмно-зелёные, почти голые, снизу с густым рыжеватым опушением из звездчатых волосков, осенью ярко-оранжево-красные, поздно опадающие, очень крупные (этот вид обладает самой большой листовой пластинкой среди всех остальных дубов), 10—20 см длиной при ширине 7-12 см; на поросли 30—50 см длиной и 20—30 см шириной. Своей формой они напоминают листья черешчатого дуба. Часто уже мёртвая листва остаётся зимой на дереве.
Цветёт в мае.
Жёлуди сидячие, по 2—3, почти полушаровидные, до 2 см в диаметре. Плюска окружает жёлудь до половины, крупная, полушаровидная, с многочисленными, узколанцетными, до 1,5 см длиной, назад отвороченными чешуями, на наружной стороне густо опушёнными, на внутренней — голыми, иногда чешуи плюски прямые, торчащие. Созревают в сентябре — октябре.
|                                     |  |  |
| Слева направо: кора, листья, бонсай |  |  |

## Распространение
В естественных условиях произрастает в Японии (Хоккайдо, Хонсю, Кюсю, Сикоку), Корее и Китае, в России — в Приморском крае и на острове Кунашир (Курильские острова). В Приморском крае встречается на самом юге Хасанского района, на склонах горы Чандалаз в Партизанском районе, в окрестностях Сучана и в нескольких пунктах близ Находки, а также в нижнем течении реки Судзухе; в 1964 году был найден между посёлками Соколовка и Преображение, а в 1965 году обнаружен близ посёлка Турий Рог в Ханканском районе.
Растёт на сухих холмах и склонах гор.
Вид внесён в Красные книги России, Приморского края и Сахалинской области.

## Значение и применение

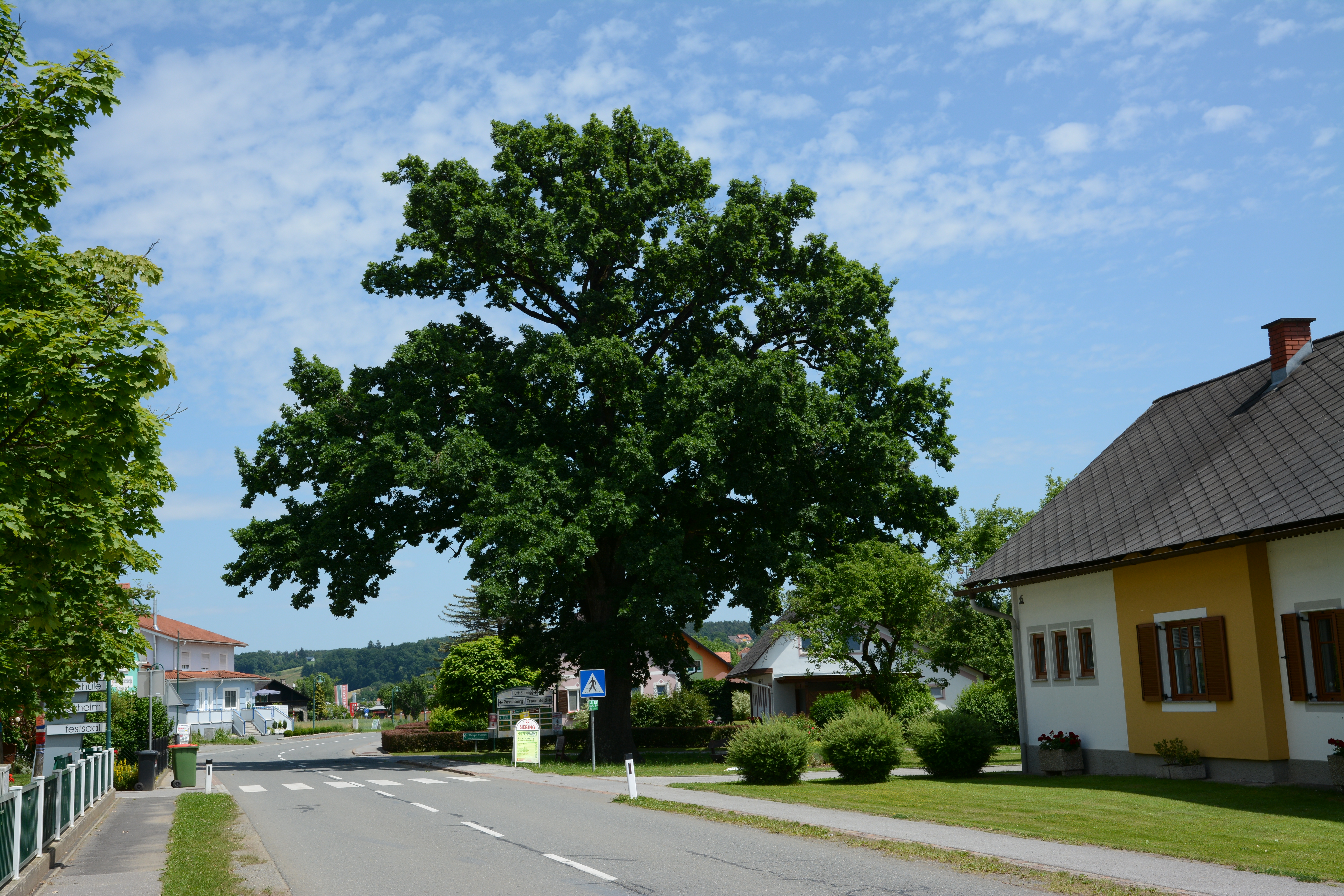
Дуб зубчатый в Штирии

Из-за малого распространения и ничтожных запасов древесины в России промышленного значения не имеет. Нуждается в охране как горно- и почвоукрепительное растение.
Листья и молодые побеги в течение круглого года являются хорошим кормом для скота. Тонкие ветви, листья, кора молодых деревьев и желуди хорошо поедаются пятнистыми оленями.
Плотные крупные листья 10—20 и до 50 см длиной и 7—12 до 30 см шириной идут на выкормку дубового шелкопряда.
Декоративен и должен занять достойное место в озеленении городов Южного Приморья, особенно таких как, Владивосток, Артём, Находка и Сучан.
В 1830-е годы этот дуб был завезён на Британские острова, где иногда встречается в ботанических садах. Обычно он намного меньше, чем если растёт в природе, и часто становится похожим на куст. На территории бывшего СССР имеется в Сухуми и Батумском ботаническом саду.
На юге России есть в Ставропольском ботаническом саду им. Скрипчинского.